# Uniwersytet Navamindradhiraj
Uniwersytet Navamindradhiraj (taj. มหาวิทยาลัยนวมินทราธิราช; RTGS Mahawitthayalai Nawaminthrathirat, NMU) – tajski uniwersytet w Bangkoku.
Uniwersytet Navamindradhiraj wcześniej nosił nazwę Akademia Metropolii Bangkoku. Uniwersytet skupia się na naukach medycznych i usługach użyteczności publicznej, takich jak medycyna. 
Uniwersytet składa się z dwóch wydziałów:
- Wydział Medycyny Szpitala Vajira,
- Wydział Pielęgniarstwa Kuakarun.